# ПАС на літніх Олімпійських іграх 1912
Південно-Африканський Союз втретє за свою історію брав участь в V літніх Олімпійських іграх 1912 року в Стокгольмі (Швеція) й виборов чотири золоті та дві срібні медалі.

## Золото
- Велоспорт, чоловіки — Рудольф Льюїс.
- Легка атлетика, чоловіки, марафон — Кеннет МакАртур.
- Теніс, чоловіки, парний разряд — Гарольд Кітсон й Чарльз Вінслоу.
- Теніс, чоловіки — Чарльз Вінслоу.

## Срібло
- Легка атлетика, чоловіки, марафон — Кристіан Гітсхем.
- Теніс, чоловіки — Гарольд Кітсон.